# Апрельская революция в Корее

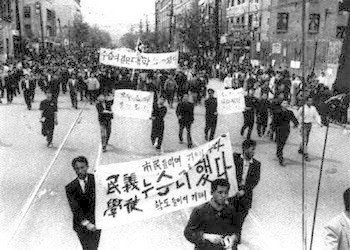

Апрельская революция (также известная как Революция 19 апреля и Движение 19 апреля, кор. 4·19 혁명) — серия волнений и беспорядков в Республике Корея в 1960 году, вылившихся в свержение Первой республики и установление Второй республики.
15 марта 1960 года в Корее были проведены очередные президентские выборы, на которых Ли Сын Ман в качестве единственного кандидата в четвёртый раз был избран президентом. Оба оппозиционных кандидата, собиравшихся бросить вызов Ли Сын Ману на выборах, были мертвы: Чо Бон Ам объявлен коммунистом и казнён, а Чо Бён Ок умер за месяц до выборов во время лечения в США. Поскольку президентские выборы оказались безальтернативными, оппозиция попыталась побороться хотя бы за пост вице-президента, однако её кандидат Чан Мён благодаря многочисленным фальсификациям властей был объявлен проигравшим.
В Масане в день выборов начались стихийные беспорядки, вызванные нарушениями в ходе выборов. Полиция открыла огонь по демонстрантам, и вскоре акции протеста на некоторое время приостановились. Однако 11 апреля был обнаружен мёртвым студент Высшей коммерческой школы Масана, пропавший во время беспорядков. Стало известно, что он не утонул, как было официально объявлено, а был убит попаданием гранаты со слезоточивым газом, пробившей череп. Об этом активизировавшем демократическое движение эпизоде стало известно по всей Корее, и 19 апреля в Сеуле начались массовые акции протеста против несправедливых мартовских выборов. Манифестанты — в основном студенты — призывали к пересмотру итогов президентских выборов. Однако на помощь полиции были вызваны регулярные войска, получившие приказ открыть огонь по манифестантам. В результате начавшихся столкновений с армией 125 студентов было убито. Однако манифестации не прекратились, хотя теперь они призывали уже к немедленной отставке Ли Сын Мана. На этот раз войска отказались стрелять в манифестантов, так что вскоре весь Сеул оказался под контролем протестующих. Парламент страны в экстренном порядке принял резолюцию об отставке президента и назначил новые президентские выборы. Вскоре Ли Сын Ман подписал заявление об отставке и покинул страну. В результате в Южной Корее была установлена Вторая республика.